# 吉姆·道格拉斯
吉姆·道格拉斯（Jim Douglas；1951年6月21日—）是美國的一位政治人物。在2003年至2011年期間，吉姆·道格拉斯特擔任第80任佛蒙特州州長職務。他的黨籍是共和黨。道格拉斯在2002年的佛蒙特州州長選舉中首次當選佛蒙特州州長職務。